# Lissodendoryx ternatensis
Lissodendoryx ternatensis är en svampdjursart som först beskrevs av Thiele 1903.  Lissodendoryx ternatensis ingår i släktet Lissodendoryx och familjen Coelosphaeridae. Inga underarter finns listade i Catalogue of Life.